# Studio Ler
 (décembre 2024).
Le Studio Ler est un atelier d’artisanat d’art spécialisé dans la création d’objets, de mobilier et de revêtements en lave émaillée situé à Saint-Nicolas-du-Pélem, Côtes-d'Armor,. Fondé par Lydia Belghitar et Renato Richard, le studio est connu pour son appropriation d'une technique ancestrale utilisée dans des projets pour les marques de luxe et des designers contemporains.

## Historique
Le Studio Ler est fondé en 2015 par Lydia Belghitar et son époux Renato Richard, respectivement designer et tailleur de pierre. À la suite du décès de Renato en 2018, sa sœur, Jessica Richard, rejoint l’atelier aux côtés de Lydia pour participer au développement des projets.
Situé dans la commune de Saint-Nicolas-du-Pélem dans les Côtes-d'Armor, l’atelier s'est constitué une renommée en France et au-delà grâce à son approche contemporaine, combinant expertise artisanale et design global.
En 2020, une des pièces de mobilier issue de l'atelier, le tabouret TATO, entre dans les collections du Musée Sahut à Volvic. À la suite de cette acquisition, il obtient le label des Musées de France octroyé par le Musée des Arts Décoratifs de Paris.
Lydia Belghitar rejoint en 2021 la liste d'élus à la Chambre de Métiers et de l'artisanat de Bretagne et le groupe de travail Métiers d'art de Bretagne afin que le Studio Ler puisse contribuer à la valorisation de l'artisanat d'art en Bretagne.

## Technique

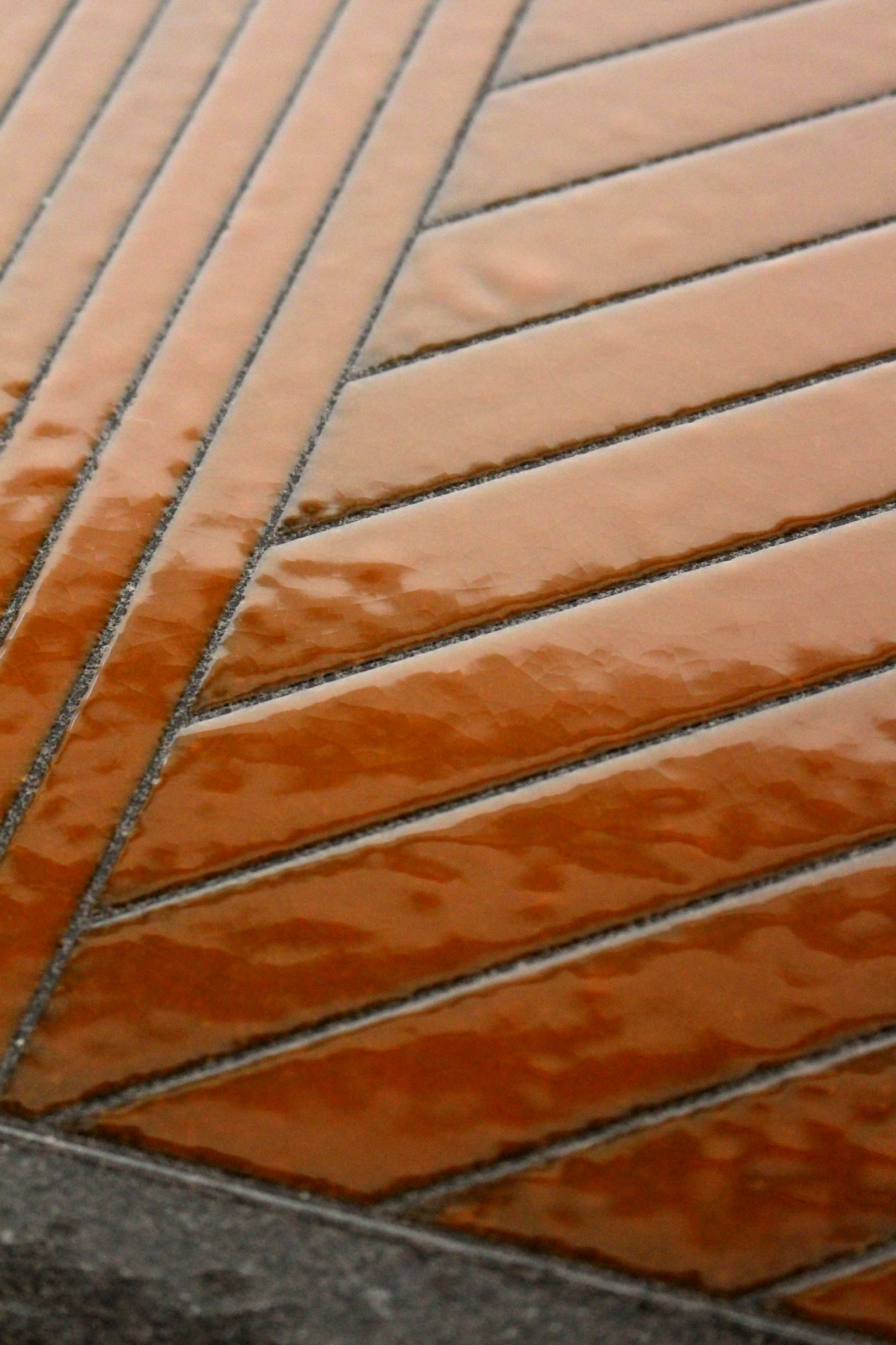
Finition de lave émaillée par le Studio Ler

Le travail de Studio Ler repose sur la technique de l’émaillage de la lave, un matériau extrait de coulées volcaniques françaises issues de volcans classés au Patrimoine Mondial Naturel de l’UNESCO. Ce matériau est transformé dans l’atelier en objets d’art et de design. Les plaques de lave sont façonnées avec un équipement de taille de pierre (débiteuse et meuleuse avec disques diamant) puis à la main. L'émaillage, quant à lui, se fait à la main au pinceau, à la poire ou au pistolet.